# 파넬라

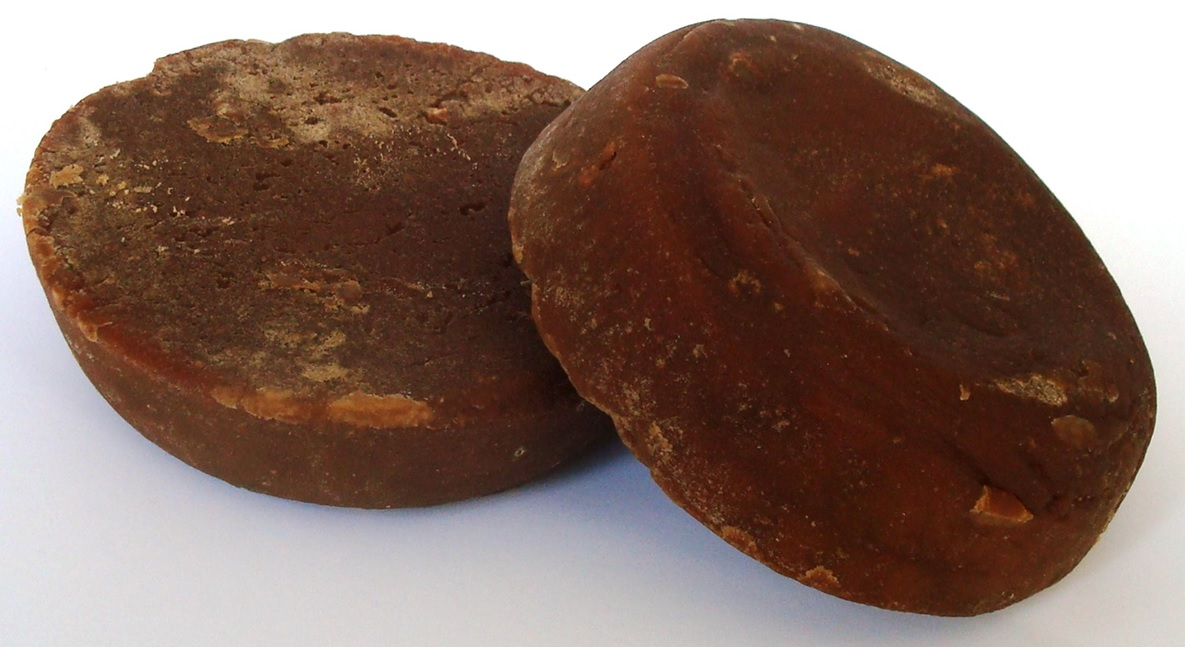
파넬라

파넬라(스페인어: panela) 또는 하파두라(포르투갈어: rapadura)는 라틴 아메리카의 비정제 설탕으로, 당밀 함량이 높고 독특한 향미가 있다. 고체 블록 또는 알갱이 형태로 사용된다.

## 이름
- 둘세 데 아타도(dulce de atado): 엘살바도르
- 라스파두라(raspadura): 쿠바, 아르헨티나(코리엔테스, 미시오네스), 파나마
- 라파두라(rapadura): 과테말라, 우루과이, 파나마
- 창카카(chancaca): 볼리비아, 칠레, 페루
- 타블레타 데 미엘 데 카냐(tableta de miel de caña): 아르헨티나(산티아고델에스테로, 투쿠만)
- 타파 데 둘세(tapa de dulce): 코스타리카
- 파넬라(panela): 멕시코(남부), 아르헨티나, 에콰도르, 콜롬비아, 파라과이
- 파펠론(papelón): 베네수엘라
- 필론시요(piloncillo): 멕시코(북부, 중부)
- 하파두라(rapadura): 브라질

## 같이 보기
- 야자당
- 재거리